# KTM-21

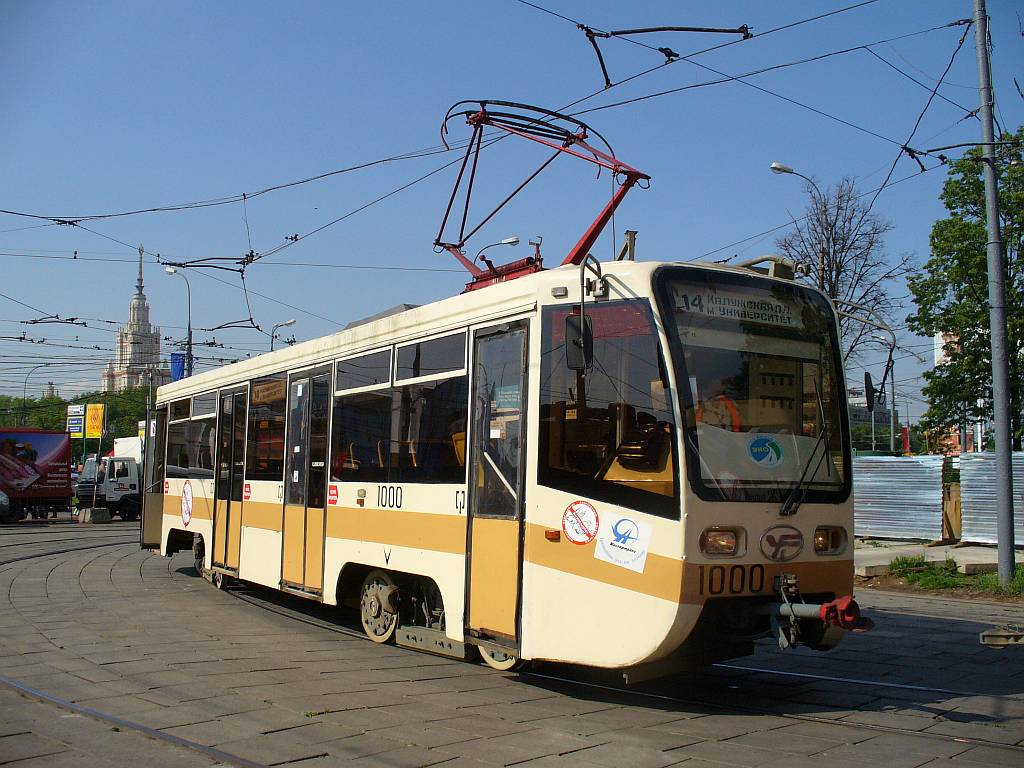
KTM-21 v provozu

KTM-21 (podle unifikovaného označení 71-621) je typ ruské tramvaje, navržené a vyrobené společností UKVZ. Vychází z tramvaje typu KTM-19, avšak několik prvků se zde výrazně liší (například délka kabiny).
KTM-21 je experimentální tramvajový vůz, standardní koncepce (jednosměrný, 12 m dlouhý s vysokou podlahou). Je zástupcem nové generace tramvají z řady 616-619-621, které byly nasazeny do sítě moskevských tramvají. Sem byl dovezen ke konci roku 1999, vybaven německým polopantografem (který byl později odstraněn, vzhledem k problémům s trolejovým křížením u trolejbusové sítě) a několik měsíců testován. Nakonec se ale objevily problémy s rozměrem celé tramvaje, nevhodný byl vzhledem ke konstrukci vozovny (problémy s montážní jámou). Celý projekt tudíž neuspěl, jediná tramvaj tohoto typu je však stále v provozu a má evidenční číslo 1000. V současné době se nachází ve vozovně Apakova.